# Прокудин, Дмитрий Гаврилович
Дмитрий Гаврилович Прокудин (1885 — 1931) — советский деятель спецслужб.

## Биография
Родился в крестьянской (отец впоследствии стал рабочим) семье. Окончил лишь трёхклассное городское училище. Член РСДРП с 1903. Трудился токарем на патронном заводе. В декабре 1905 вместе с отцом арестован за подстрекательство к забастовке, в апреле 1906 освобождён; в том же году арестован повторно при экспроприации в телеграфной (по другим данным транспортной) конторе и, после ареста и следствия, получив обвинительный акт военно-окружного суда с назначением смертной казни, 24 ноября 1906 бежал. По непроверенным сведениям отрастил бороду и с паспортом на фамилию Кадушкин несколько лет скрывался в Тверской губернии, некоторый срок в имении Бакуниных. С 1910 до августа 1917 в эмиграции в США. Работал на фабриках и фермах, вступил в ряды организации «Индустриальные рабочие мира». 17 августа 1917 вернулся в Россию.
С октября 1917 член Тульского военно-революционного комитета, с декабря того же года комиссар Тульской губернской комиссии по борьбе со спекуляцией. С января 1918 член Тульского губернского революционного трибунала, с мая по август того же года председатель Тульской губернской ЧК. После убийства посла Вильгельма фон Мирбаха являлся одним из разработчиков плана по ликвидации боевой дружины левых эсеров в Туле, которых разоружили без единого выстрела. Участвовал в организации обороны Тулы осенью 1919 от наступавших на Москву белогвардейцев. Затем в Новочеркасске, пока Тульскую губернской ЧК возглавлял Ф. Д. Медведь, после чего возвращается на должность председателя Тульской губернской ЧК.
Переведён на хозяйственную работу, стал управляющим заводом в Туле, потом переехал в Ленинград, где был управляющим шёлкопрядильной фабрикой «Пролетарский труд» и потом заведующим мастерскими Некрасова в Выборгском районе. В 1926 примкнул к троцкистской оппозиции. После резолюции XV съезда ВКП(б) о несовместимости участия в оппозиции с принадлежностью к большевистской партии, подчинился решению съезда, отошёл от идей Л. Д. Троцкого. Последние годы провёл на хозяйственной работе в Мытищах, сильно болел, сдавало сердце, скончался 11 мая 1931 в возрасте 45 лет.